# Mehlsuppe

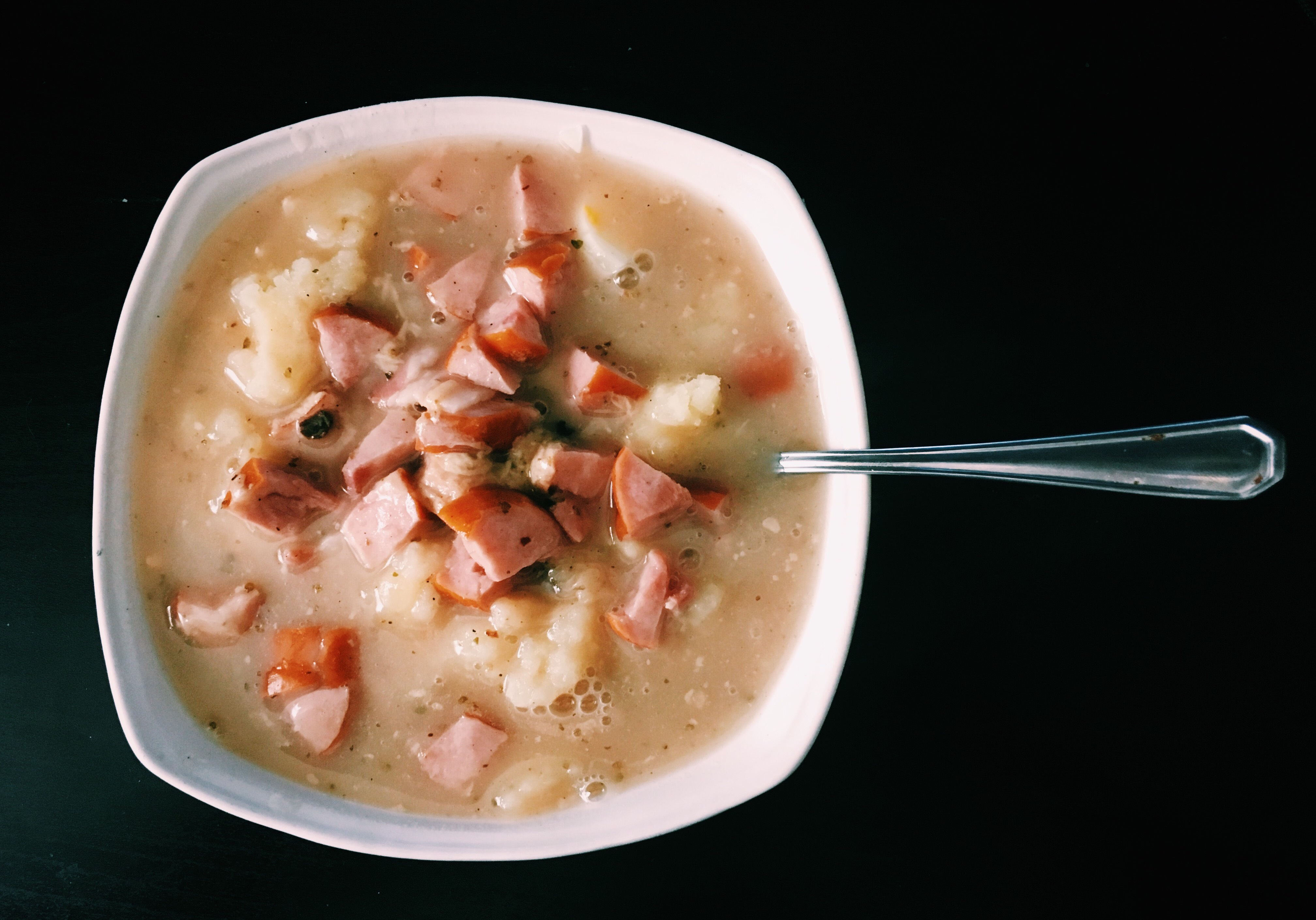
Żur (saure Mehlsuppe aus Polen)

Mehlsuppe ist eine einfache Suppe aus Mehl (meist Weizen- oder Roggenmehl, bei der französischen Gaude Maismehl) und Wasser sowie je nach Verfügbarkeit weiteren Zutaten, wie sie früher in armen Haushalten zum Frühstück verzehrt wurden. Sie ist vor allem in der Schweiz und in Österreich sowie in Süd- und Ostdeutschland bekannt. Als traditionelle Fastenspeise wird sie noch heute regional in der Fastnachtszeit gegessen, vor allem in der Schweiz, wo sie als Basler Mehlsuppe bekannt ist.
Die Mehlsuppe gilt als „Armeleute-Essen“, so wie auch die Grießsuppe und Brotsuppe.

## Rezepte
Die schlichteste Form einer Mehlsuppe wurde früher aus Mehl mit Wasser oder Milch (Mehlmus) gekocht und – so vorhanden – mit Salz oder Zucker gewürzt. Teilweise wurden Brotwürfel als Einlage hineingebrockt.
Bei der gebrannten Mehlsuppe, auch Brennsuppe oder Einbrennsuppe genannt, wird, um das Aroma zu verbessern, zuerst das Mehl in der Pfanne goldbraun angeröstet oder aus Mehl und Fett eine blonde bis braune Mehlschwitze hergestellt und dann mit Wasser, teils auch mit Fleisch- oder Geflügelbrühe durchgekocht. Angereichert werden kann die Mehlsuppe je nach Rezept durch Zutaten wie Zwiebeln, Gewürze, Kräuter, Suppengrün, Speck, Knochenmark und Fleischbrühe.
Verschiedenste Varianten von Brennsuppen gibt es im gesamten alpenländischen Raum, wo sie ein traditionelles Gericht der Bauernküche darstellen. Jede Region hat ihre eigene Rezeptur. Eine Variante dieser verbreiteten Suppe ist, dass man sie nicht mit eingeweichten Brotwürfeln, sondern mit gerösteten Brotstreifen serviert – sie wird dann Mischlingsuppe genannt. In Basel werden traditionellerweise auch Kümmelsamen beigegeben.
Die Mehlsuppe oder Brennsuppe gehört nach Auguste Escoffier zur Gruppe der Schleimsuppen, da diese mit Hilfe von Getreiden wie Reis, Gerste, Hafer oder Mehlschwitze gebunden werden.

## Regionale Traditionen und Bezeichnungen
Traditionell wird die Mehlsuppe zur Fastnachtszeit angeboten, so z. B. am Rosenmontag im südbadischen, grenznahen Raum zur Schweiz zusammen mit Zwiebelwaie (Zwiebelkuchen, Wähe). So wird beispielsweise in Lörrach bei der Verleihung des „Drochehüüler“-Ordens von der Fasnachtszunft die Rotssuppe ausgegeben.
Insbesondere in Basel wird in der Fasnacht seit dem 19. Jahrhundert Mehlsuppe am frühen Morgen des Morgenstreichs gegessen. Bereits die Römer kannten vor rund 2000 Jahren diese einfache Speise in der römischen Siedlung Augusta Raurica, einige Kilometer von Basel entfernt. Es wird dazu erzählt, dass ein Basler Mädchen erst heiraten durfte, wenn es Mehlsuppe kochen konnte. Bei der Fasnacht in Solothurn gibt es nach der dortigen Chesslete ebenfalls Mehlsuppe.
Eine einfache Mehlsuppe mit Milch ist im Salzburgischen Pinzgau als „Fårfeisuppn“ bekannt.
Die schwäbische Version entspricht der schlichtesten Version der Mehlsuppe: Aus Mehl mit Wasser oder Milch gekocht und mit Salz oder Zucker gewürzt. Teilweise wurden Brotwürfel als Einlage hineingebrockt, da es verschiedene regionale Varianten gibt. Die schwäbische Brennsuppe wird ganz klar vom schwarzen Brei, auch Brenntar, unterschieden. Für dessen Herstellung wird Musmehl verwendet, ein grießig gemahlenes, braunes Vollkornmehl aus im Ofen gerösteten Körnern von Dinkel oder Weizen, seltener auch Hafer oder einer Mischung dieser Getreidesorten.

## Redensarten
Wer „auf der Brennsuppe daherschwimmt“, ist redensartlich ein armer, auch beschränkter oder unbedeutender Mensch; wer es nicht tut, dagegen jemand, „der etwas versteht und Erfahrung besitzt“.